# Microplinthus morimotoi
Microplinthus morimotoi – gatunek chrząszcza z rodziny ryjkowcowatych i podrodziny Molytinae.
Gatunek ten opisany został w 1987 roku przez Władimira W. Żerichina na podstawie parki odłowionej w 1983 roku i wyznaczony gatunkiem typowym rodzaju Microplinthus. Epitet gatunkowy nadano na cześć Katasury Morimoto. W 2004 roku Massimo Meregalli dokonał jego redeskrypcji.
Chrząszcz o ciele długości od 4,6 do 5,1 mm (bez ryjka), ubarwiony ciemnobrązowo do czarniawego z ciemnorudymi odnóżami oraz pomarańczowoczerwonymi czułkami i stopami. Ryjek regularnie zakrzywiony, z wierzchu lekko wypukły, u nasady ciemny, matowy i gęsto punktowany. Przedplecze o ściętej nasadzie i nieco wystającym nad głowę wierzchołku, gęsto pokryte okrągłymi punktami. Pokrywy na wierzchu płaskie. Nieparzyste międzyrzędy z wyraźnymi, niskimi guzkami wyposażonymi w kępki sterczących szczecinek tak długich jak szerokość międzyrzędu. Odnóża o pazurkach pozbawionych ząbków.
Ryjkowiec znany z kilku stanowisk w północno-wschodnim Nepalu, położonych na wysokościach od 2600 do 3450 m n.p.m.